# Khai Hóa (trống đồng)
Trống đồng Khai Hóa là một trong những chiếc trống đồng Đông Sơn khá nổi tiếng, có nhiều hoa văn phong phú và được tìm thấy khá nguyên vẹn. Hiện nay trống đang bị lưu lạc ở ngoài Việt Nam. Có tài liệu nói trống để ở Bảo tàng dân tộc học tại thủ đô Viên của Áo. Một giả thuyết khác nói trống ở Bảo tàng Mỹ thuật công nghiệp nước Áo. Việc miêu tả trống hiện nay được dựa vào tài liệu của nhà nghiên cứu người Áo là "F.Hê-gơ". Ông còn gọi trống này là trống Bắc kỳ Gilet I (đặt theo tên người chơi đồ cổ ở Hà Nội là Léopold Gilet).

## Xuất xứ
Trống này được phát hiện ở phủ Khai Hóa, tỉnh Vân Nam, Trung Quốc, nguyên là của một viên tù trưởng người Mèo, trống được đưa từ phía Nam tỉnh Quý Châu tới..

## Tình trạng
Trống còn tương đối nguyên vẹn.

## Hình dáng
Trống có hình dáng cân đối, chân hơi choãi ra một chút, mặt trống hơi tràn ra ngoài tang trống tạo thành một đường gờ nối liền mặt và tang trống, giống như trống Sông Đà. Trống có đường kính 65 cm, cao 53 cm.
Thân trống có 3 phần:
- phần trên phình ra gọi là tang, nối liền với mặt trống
- phần giữa thân trống hình trụ tròn thẳng đứng,
- phần chân hơi loe thành hình nón cụt.

Có hai chiếc quai kép gắn vào tang và phần giữa trống, được trang trí hình bện thừng.

## Hoa văn
Trông có hai loại hoa văn là hoa văn hình học và hoa văn người, động vật và đồ vật.

### Hoa văn tại mặt trống
Chính giữa mặt trống là hình ngôi sao nổi 12 cánh. Xen giữa các cánh sao là những họa tiết hình lông công.
Từ trong ra ngoài có tất cả 13 vành hoa văn đồng tâm bao bọc lấy nhau.
Về hoa văn hình học, 5 vành trong giống hệt như trống Sông Đà. Hoa văn xoắn ốc kép và vòng tròn đồng tâm có ở vành 9, gần gũi với hoa văn vành 7 trên mặt trống Hoàng Hạ. Vành 11 và 13 có văn răng cưa hình tam giác. Vành 12 gồm 4 đoạn hồi văn xen kẽ với 4 đoạn hoa văn hình quả trám xoắn ốc kèm theo vòng tròn chấm giữa
Về hình khắc người, động vật và vật gồm có: vành 10 là 18 hình chim bay, mỏ và đuôi dài, có mào. Vành 6 là những cảnh sinh hoạt tương tự như trống Sông Đà như: hai hình nhà sàn mái cong, hai hìnhh nhà cầu mùa, có những nhóm người múa, đặc biệt ở trống này có thêm người thổi khèn. Trên mỗi nóc nhà mái cong có một con vật hình chim. Trong nhà có hai người xoã tóc sau lưng, quay mặt vào nhau. Đáng chú ý là trong vành sinh hoạt này không có cảnh trai gái giã gạo.
Rìa mặt trống không có trang trí, có 24 dấu vết con kê để lại, đó là kết quả của quá trình đúc trống.

### Hoa văn ở thân trống
Phần trên cùng của tang trống là một băng hoa văn hình học, gồm các loại hoa văn: chấm nhỏ thẳng hàng, hình răng cưa, vòng tròn chấm giữa có tiếp tuyến. Có một vành hồi văn xen kẽ với văn hình quả trám xoắn ốc kèm theo vòng tròn chấm giữa như trên mặt trống.
Phía dưới cũng có hình 6 chiếc thuyền. Phần giữa thân trống có những băng hoa văn hình học, gồm có hoa văn vạch chéo song song, văn hình quả trám xoắn ốc kèm theo vòng tròn chấm giữa. Ngoài ra, các hình vũ sĩ cũng có tại các băng này.
Chân trống không có trang trí.